# Хаузен (Швейцария)
Хаузен (нем. Hausen AG) — коммуна в Швейцарии, в кантоне Аргау.
Входит в состав округа Бруг.  Население составляет 2797 человек (на 31 декабря 2007 года). Официальный код  —  4100.